# Żabiec
Żabiec – wieś w Polsce położona w województwie świętokrzyskim, w powiecie buskim, w gminie Pacanów.
| SIMC    | Nazwa       | Rodzaj    |
| ------- | ----------- | --------- |
| 0259270 | Lisia Górka | część wsi |
| 0259287 | Muchówka    | część wsi |
| 0259293 | Wójcikówka  | część wsi |
| 0259301 | Za Trzosem  | część wsi |
| 0259318 | Zajezioro   | część wsi |

Prywatna wieś szlachecka, położona była w drugiej połowie XVI wieku w powiecie wiślickim województwa sandomierskiego. W latach 1975–1998 miejscowość położona była w województwie kieleckim.